# 1438 Wendeline
1438 Wendeline è un asteroide della fascia principale. Scoperto nel 1937, presenta un'orbita caratterizzata da un semiasse maggiore pari a 3,1613670 au e da un'eccentricità di 0,2384817, inclinata di 2,04126° rispetto all'eclittica.
L'origine del nome è sconosciuta.